# Hersilia sumatrana
Hersilia sumatrana is een spinnensoort in de taxonomische indeling van de Hersiliidae.
Het dier behoort tot het geslacht Hersilia. De wetenschappelijke naam van de soort werd voor het eerst geldig gepubliceerd in 1890 door Tord Tamerlan Teodor Thorell. Het is een van de spinnensoorten die in 1886 op het eiland Sumatra verzameld waren door Elio Modigliani.